# Вильчиньская, Зофья
Зофья Вильчиньская (пол. Zofia Wilczyńska) — польская актриса театра и кино.

## Биография
Зофья Вильчиньская родилась 5 января 1915 г. в Волковыске. Дебютировала в фильме в 1936. Актриса театров в Варшаве и Лодзи. Умерла 16 мая 2010 года в «Доме Актёра в Сколимуве» в городе Констанцин-Езёрна. Похоронена в Варшаве, на кладбище в дзельницы Влохи.

## Избранная фильмография
- 1936 — Маленький моряк / Mały marynarz
- 1937 — О чём мечтают женщины / O czym marzą kobiety
- 1938 — Мои родители разводятся / Moi rodzice rozwodzą się
- 1938 — Последняя бригада / Ostatnia Brygada
- 1938 — Рена / Rena (Sprawa 777)
- 1938 — Счастливое тринадцатое / Szczęśliwa trzynastka
- 1938 — Страхи / Strachy
- 1939 — Белый негр / Biały Murzyn
- 1939 — О чём не говорят / O czym się nie mówi...
- 1939 — Руковожу здесь я / Ja tu rządzę
- 1939 — Бродяги / Włóczęgi
- 1939 — Золотая Маска / Złota Maska
- 1953 — Приключение на Мариенштате / Przygoda na Mariensztacie
- 1954 — Недалеко от Варшавы / Niedaleko Warszawy
- 1954 — Автобус отходит в 6.20 / Autobus odjeżdża 6:20
- 1955 — Часы надежды / Godziny nadziei
- 1957 — Шляпа пана Анатоля / Kapelusz pana Anatola
- 1962 — Комедианты / Komedianty
- 1963 — Почтенные грехи / Zacne grzechy
- 1966 — Бич Божий / Bicz Boży
- 1966 — Давай любить сиренки / Kochajmy syrenki
- 1974 — Земля обетованная / Ziemia obiecana
- 1975 — История греха / Dzieje grzechu